# Thetis (planetka)
(17) Thetis je velká planetka hlavního pásu. Je to planetka typu S. Objevil ji 17. dubna 1852 Karl Theodor Robert Luther v německém městě Düsseldorf. Byl to jeho první objev planetky. Planetka je pojmenována po Thetis, což byla v řecké mytologii matka Achillea.
Thetis má průměr přibližně 90 kilometrů. Má světlý, na silikáty bohatý povrch, geometrické albedo 0,17. Během 12,266 hodin se planetka otočí kolem své osy.